# Čínská lidová univerzita
Čínská lidová univerzita (čínsky v českém přepisu Čung-kuo žen-min ta-süe, pchin-jinem Zhōngguó Rénmín Dàxué, znaky zjednodušené 中国人民大学, tradiční 中國人民大學) je univerzita v Pekingu, hlavním městě Čínské lidové republiky.
Vznikla v roce 1950 sloučením několika starších škol, přičemž svůj původ odvozuje především od školy Šan-pej Kung-süe (čínsky pchin-jinem Shǎnběi Gōngxué, znaky 陕北公学) založené Komunistickou stranou Číny v roce 1937 během druhé čínsko-japonské války.
Historický kampus univerzity leží v pekingském obvodě Tung-čcheng, ale už není využíván k výuce. Hlavní provozovaný kampus je v obvodě Chaj-tien v Pekingu a kromě toho má univerzita ještě kampus v městě Su-čou v provincii Ťiang-su. Ve výstavbě je třetí kampus v pekingském obvodě Tchung-čou.